# Kullai Ozodi
Kullai Ozodi (tadż. қуллаи Озодӣ, tłum. ‘szczyt wolności’; ros. пик Озоди, pik Ozodi) – góra w Tadżykistanie, trzeci pod względem wysokości szczyt w paśmie Pamiru. Zdobycie szczytu jest wymagane dla uzyskania rosyjskiego wyróżnienia alpinistycznego: Śnieżnej Pantery.
Ściany szczytu mają wysokość 1000 metrów.
Do 2020 roku nosił nazwę Szczyt Korżeniewskiej (tadż. қуллаи Корженевская, kullai Korżeniewskaja; ros. пик Корженевская, pik Korżeniewskaja). Nazwany tak został na cześć Jewgienii Korżeniewskiej – żony rosyjskiego geografa Nikołaja L. Korżeniewskiego. 

## Położenie
Szczyt Ozodi leży 13 kilometrów na północ od Szczytu Ismaila Samaniego – najwyższej góry Pamiru.

## Historia wejść na szczyt
Pierwsza próba zdobycia została podjęta w 1937 r. przez wyprawę prowadzoną przez D. Guszczina – jednak dotarła ona tylko do niższego wierzchołka znajdującego się na wysokości 6910 m n.p.m.
Pierwszego wejścia na szczyt dokonała w 1953 r. wyprawa radziecka. Na szczyt weszli: A. Ugarow (kierownik wyprawy), B. Dimitrijew, A. Gożew, A. Kowyrkow, L. Krasawin, E. Ryspajew, R. Sielidżanow i P. Skorobogatow. Droga zdobywców prowadziła przez lodowce Fortambek i Korżeniewskiej, a następnie północną granią.
Pierwsze wejście zimowe miało miejsce w roku 1986 i zostało dokonane przez liczną radziecką wyprawę.

## Wypadki
W sierpniu 2008 podczas zejścia ze szczytu zaginął polski alpinista Krzysztof Apanasewicz.